# Tobías y Sara con el arcángel Rafael
Tobías y Sara con el arcángel Rafael es una obra del pintor holandés Jan Steen, de alrededor de 1660.

## Tema
El tema procede del Libro de Tobías del Antiguo Testamento. Se trata de la noche de bodas de Tobías y Sara. Sara había tenido previamente siete maridos, pero cada uno de ellos había sido asesinado en la noche de bodas por el demonio Asmodeo antes de que llegaran a tocarla. Gracias a la protección del arcángel Rafael, Tobías recibió las instrucciones sobre qué hacer para no compartir el mismo destino: 

"Y cuando terminaron de comer y beber, querían irse a dormir. El joven fue conducido al dormitorio. Entonces Tobías recordó las palabras de Rafael, sacó el hígado y el corazón del pez de la bolsa en que los guardaba y los colocó sobre las brasas al rojo vivo como incienso. El olor del pescado contuvo al demonio y huyó hasta el Alto Egipto. Y Rafael lo siguió, lo ató allí en un abrir y cerrar de ojos (...) Los padres se fueron y cerraron la puerta del dormitorio. Tobías se levantó de la cama y le dijo: "Levántate, hermana, oremos y supliquemos al Señor que tenga misericordia de nosotros y nos salve." Tobías, 8 1-4.

## Descripción
Steen representó dos escenas en un mismo lienzo. A la izquierda, en un interior contemporáneo, una pareja joven está arrodillada frente a la gran cama matrimonial. Ambos están absortos en oración y mirando hacia arriba. Lucen ropa de boda. Sara está vestida con un vestido blanco de seda de estilo italiano y su escote muy amplio y cuadrado está adornado con un broche dorado. Su cabeza está decorada con una corona de flores que simboliza la virginidad de la novia. Su cabello está suelto, lo que en aquellos días significaba disposición para el acto del amor. Tobías aparece con su mejor vestimenta, con aberturas en los codos y las rodillas, mostrando el forro, a la moda de un siglo antes, una convención en la pintura holandesa del momento para sugerir "tiempos antiguos". Delante un perrito dormido. Por encima de sus cabezas, pequeños amorcillos decoran su lecho con guirnaldas de flores y los bañan con hojas verdes y pétalos de flores.
La segunda escena tiene lugar a la derecha. El arcángel Rafael, como un joven alado con túnica corta verde, encadena a un monstruo intoxicado por el olor de las entrañas quemadas del pescado. Lo sostiene sobre el muslo izquierdo, apoyando el pie sobre un altar bajo en el que arden brasas y hay una lámpara. El bastón de viaje descansa contra el altar y en el suelo la bolsa. En el lateral del altar está la firma del artista. El monstruo es un basilisco, interpretando al demonio Asmodeo. Según san Agustín, era el rey de las serpientes y el símbolo de Satanás y el autor de todos los venenos. Rafael iba a ser aquí el ejecutor de la voluntad de Dios. Debía liberar a Sara del demonio y curar la ceguera de Tobías padre quemando la bilis y el hígado del pez.

## Historia
En el siglo XVIII o XIX, la pintura fue cortada y separada en dos partes. La primera, Tobías y Sara, estaba en la colección privada del Museo Bredius, la segunda, titulada El ángel encadenador de demonios estaba en el Centraal Museum de Utrecht. Permaneció en tal estado hasta la década de 1960.
Los historiadores se esforzaron por interpretar la parte con el ángel durante muchos años. No se sabía qué mensajero del Cielo fue presentado por el artista: Rafael, Daniel o Miguel. No fue hasta 1926 que el estudiante de literatura holandés GJ Boekenoogen identificó correctamente la escena y el personaje. Sin embargo, su descubrimiento no fue aceptado durante muchos años. Esta parte del cuadro fue adquirida en 1907 por Hofstede de Groot, amigo de Abraham Bredius. En 1946, la pintura fue trasladada a La Haya, al Museo Bredius.
En la parte con la pareja de jóvenes, se apreciaba a la derecha una pequeña parte del ala del ángel. En 1940, la pintura pertenecía al destacado marchante de arte judío holandés Jacques Goudstikker, quien murió accidentalmente mientras huía del país tras la invasión alemana. En 1945 la obra fue devuelta a los Países Bajos, donde, tras años de negociaciones con la viuda de Goudstikker, pasó a ser considerada patrimonio nacional y donada al Centraal Museum de Utrecht.
En 1965 se realizaron trabajos de restauración en la parte izquierda de la obra y entonces se descubrió el ala pintada del ángel. Rápidamente se comprendió que esta era la otra parte de El ángel encadenador de demonios. Debido a las complejidades legales relacionadas con la propiedad de ambos lienzos, no fue hasta 1993 que el historiador del arte Albert Blankert propuso unir las obras de nuevo. Esto se logró en 1996, pero como la parte izquierda debía ser restituida por ser objeto del expolio nazi, la disputa solo podía finalizar si una parte compraba la otra. Se desconoce qué cantidad recibió la nieta y heredera de Goudstikker, pero la compra se cerró definitivamente en 2011.